# Parc national de Nairobi
Le parc national de Nairobi  (anglais : Nairobi National Park) (swahili : Hifadhi ya Taifa ya Nairobi), distant de 7 km du centre de Nairobi, est un parc national du Kenya ouvert en 1946. Il est clôturé sur trois côtés, tandis que la limite sud ouverte permet à la faune migratrice de se déplacer entre le parc et les plaines adjacentes de Kitengela. Les herbivores se rassemblent dans le parc pendant la saison sèche. Le parc national de Nairobi subit les effets négatifs de l'augmentation des populations humaines et animales, des changements dans l'utilisation des terres et du braconnage. Malgré sa proximité avec la ville et sa taille relativement petite, il abrite une population d'animaux sauvages importante et variée et constitue l'un des sanctuaires de rhinocéros les plus réussis du Kenya.

## Histoire

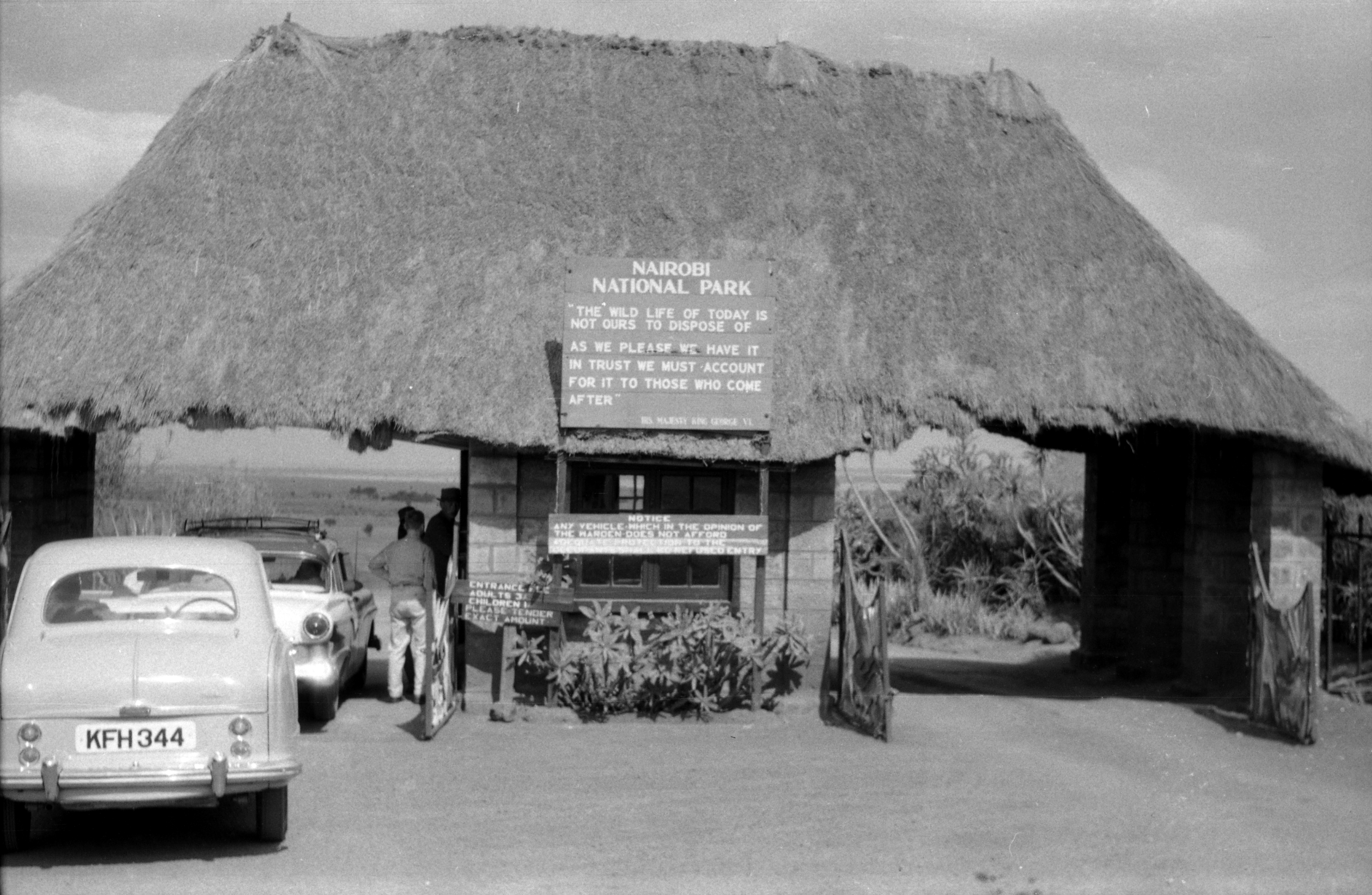
Entrée du parc en 1960.

Les colons britanniques sont arrivés dans la région où se trouve le parc à la fin du XIXe siècle. À cette époque, les plaines de l'Athi, à l'est et au sud de l'actuelle ville de Nairobi, abritaient une faune abondante. Les Maasaï nomades vivaient et gardaient leurs troupeaux au milieu de la faune. Les Kikuyus cultivaient les hautes terres boisées au-dessus de Nairobi. Au fur et à mesure que Nairobi grandissait — elle comptait 14 000 habitants en 1910 — les conflits entre les hommes et les animaux se sont multipliés. Les habitants de la ville portaient des fusils la nuit pour se protéger des lions. Les animaux furent progressivement confinés dans les vastes plaines à l'ouest et au sud de Nairobi et le gouvernement colonial fit de cette zone une réserve de chasse. Les colons de Nairobi, dont Isak Dinesen, auteur de La Ferme africaine, montaient à cheval parmi les gazelles, les impalas et les zèbres de cette réserve. 
Le défenseur de l'environnement Mervyn Cowie est né à Nairobi. De retour au Kenya en 1932, après une absence de neuf ans, il fut alarmé de la diminution de la quantité de gibier dans les plaines de l'Athi. L'expansion des fermes et du bétail avait pris la place du gibier. Il se souvient plus tard de cet endroit comme d'un paradis qui disparaissait rapidement. À cette époque, la zone qui devient plus tard le parc national de Nairobi faisait partie de la Southern Game Reserve. La chasse y était interdite, mais presque toutes les autres activités, y compris le pâturage du bétail, les décharges et même les bombardements de la Royal Air Force, y étaient autorisées. Cowie commence à faire campagne pour la création d'un système de parcs nationaux au Kenya. Le gouvernement crée un comité chargé d'examiner la question. 
Officiellement ouvert en 1946, le parc national de Nairobi est le premier parc national créé au Kenya. Les éleveurs masaï sont chassés de leurs terres lors de la création du parc. Cowie est nommé directeur du parc national de Nairobi et occupe ce poste jusqu'en 1966. En 1989, le président kenyan Daniel arap Moi a brûlé douze tonnes d'ivoire sur un site du parc. Cet événement a amélioré l'image du Kenya en matière de conservation et de protection de la faune. 
Le 5 mars 2024, un Cessna 172 appartenant à une école de pilotage s'est écrasé (en) dans le parc après une collision en vol avec un avion de passagers Dash 8 exploité par Safarilink Aviation (en), tuant les deux personnes à bord du Cessna.

## Géographie
Le parc couvre une superficie de 117,21 km2 et est petit par rapport à la plupart des parcs nationaux d'Afrique. L'altitude du parc varie entre 1 533 et 1 760 m. Le climat est sec. Le parc est la seule partie protégée de l'écosystème Athi-Kapiti, représentant moins de 10 % de cet écosystème. Le parc possède une gamme variée d'habitats et d'espèces. 
Le parc est situé à environ 7 km du centre de Nairobi. Des clôtures électriques entourent les limites nord, est et ouest du parc,. Sa limite sud est formée par la rivière Mbagathi (en). Cette limite n'est pas clôturée et est ouverte à la zone de conservation de Kitengela (située immédiatement au sud du parc) et aux plaines d'Athi-Kapiti,. Les déplacements des grandes espèces d'ongulés sont considérables de part et d'autre de cette limite.

## Flore

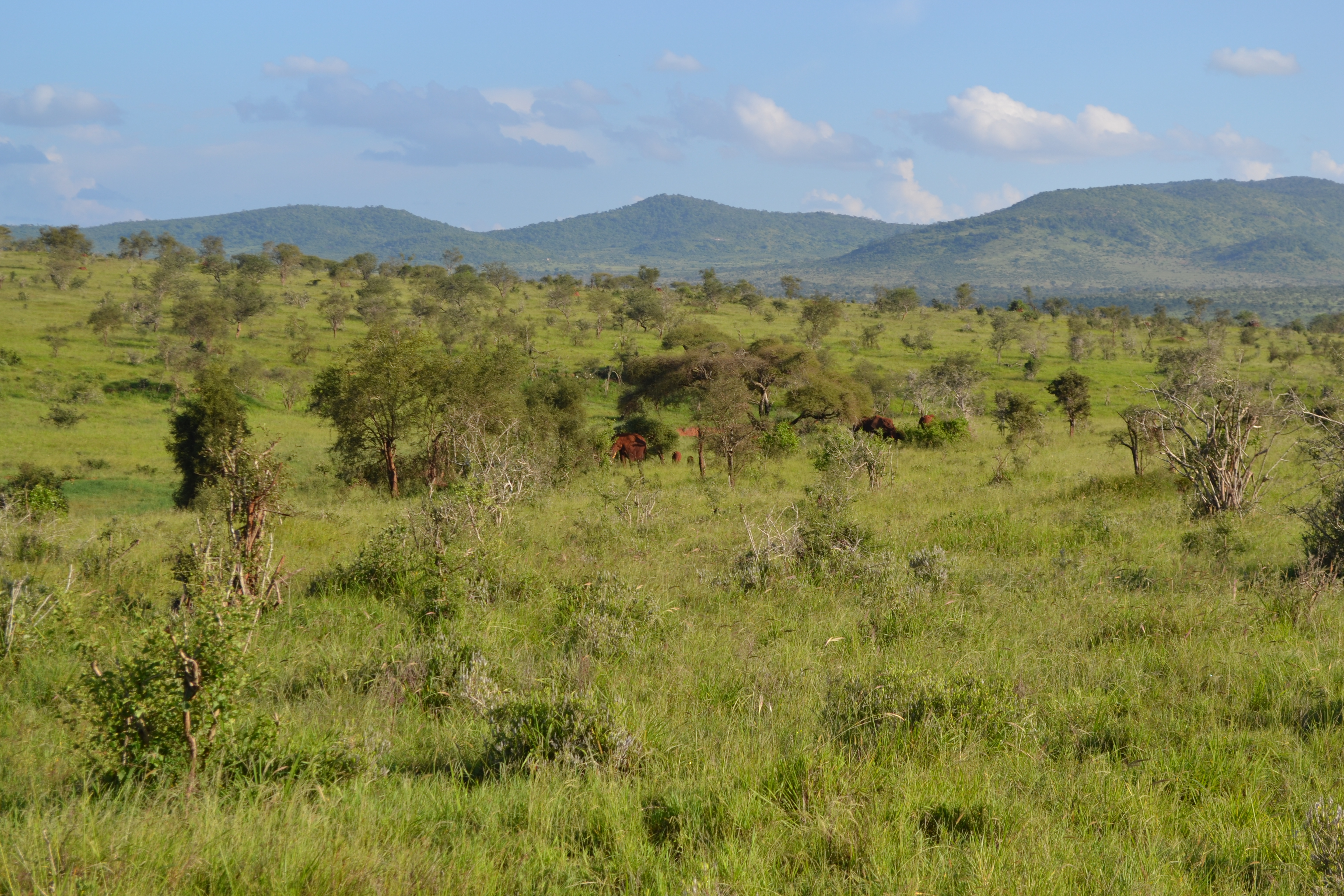
Paysage typique du parc national de Nairobi.

L'environnement prédominant du parc est une pelouse ouverte avec des buissons d'acacias épars. Les hautes terres occidentales du parc présentent une forêt sèche d'altitude avec des peuplements d’Olea africana, de Croton dichogamus, de Brachylaena hutchinsii et de Calodendrum. Les pentes inférieures de ces zones sont des prairies. On y trouve des espèces de Themeda, de cypress, de Digitaria et de Cynodon. On y trouve également quelques Acacia xanthophloea à écorce jaune. Il y a une forêt riveraine le long de la rivière permanente dans le sud du parc. Il y a des zones de brousse brisée et de profondes vallées et gorges rocheuses à l'intérieur du parc. Dans les vallées, les espèces prédominantes sont l’Acacia et l’Euphorbia candelabrum. Les autres espèces d'arbres comprennent Apodytes dimidiata (en), Canthium schimperiana, Elaeodendron buchananii, Ficus eriocarpa, Aspilia mossambicensis (en), Rhus natalensis et Newtonia. Plusieurs plantes qui poussent sur les pentes rocheuses sont uniques à la région de Nairobi. Ces espèces comprennent Euphorbia brevitorta, Drimia calcarata et Murdannia clarkeana.

## Faune

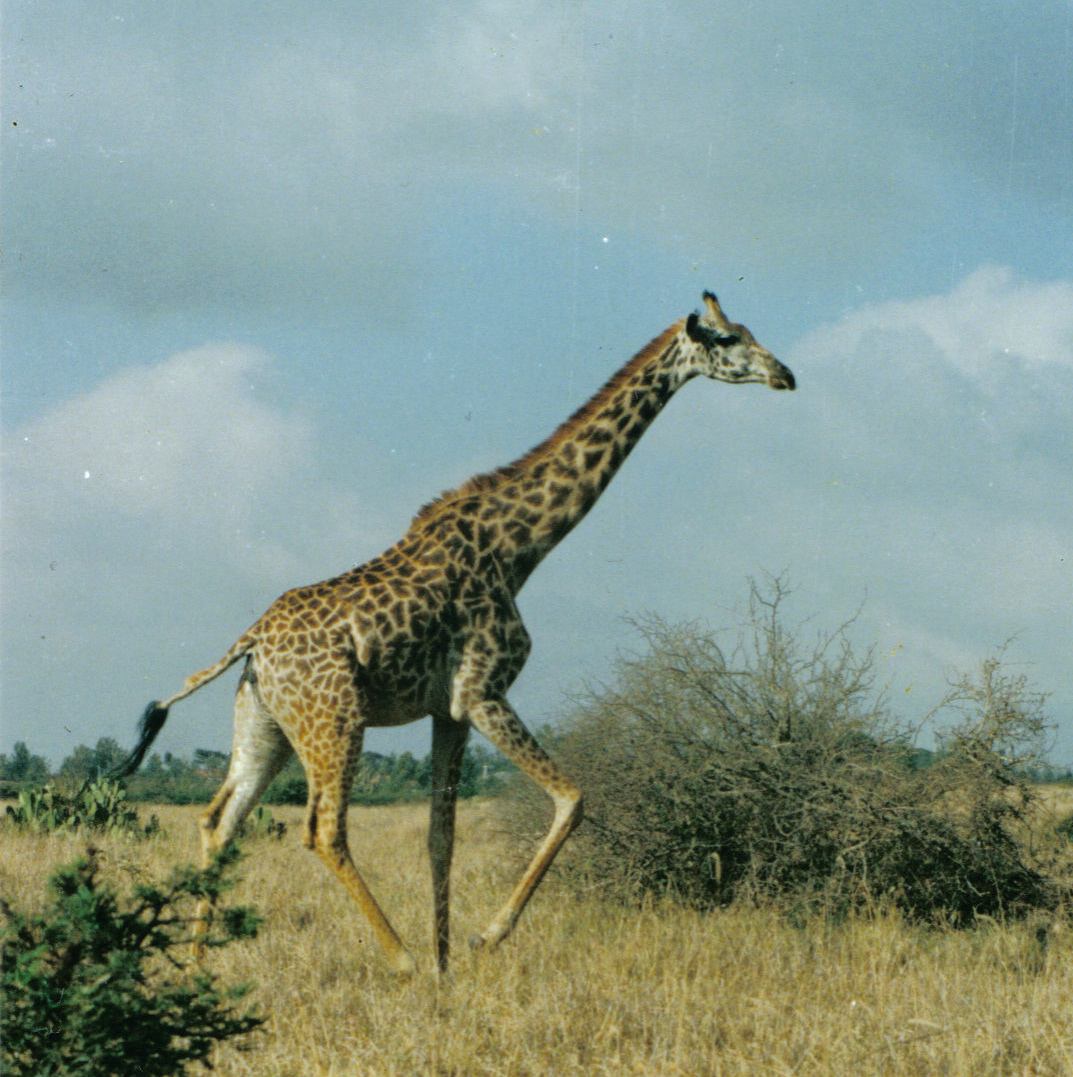
Une girafe Masai dans le parc national de Nairobi.

Le parc abrite une faune importante et diversifiée. Les espèces présentes dans le parc comprennent le lion, le léopard, le buffle d'Afrique, le rhinocéros noir, la girafe, l'hippopotame, la hyène tachetée, le gnou bleu, le zèbre des plaines, le guépard, la gazelle de Thomson, la gazelle de Grant, l'éland, l'impala, le bubale, le waterbuck, le phacochère, le babouin olive, le chacal à chabraque, l'autruche et le crocodile du Nil,. 
Les herbivores, notamment les gnous et les zèbres, utilisent la zone de conservation de Kitengela et le couloir de migration au sud du parc pour atteindre les plaines d'Athi-Kapiti. Ils se dispersent dans les plaines pendant la saison des pluies et reviennent dans le parc pendant la saison sèche,. La concentration de la faune dans le parc est la plus importante pendant la saison sèche, lorsque les zones situées à l'extérieur du parc se sont asséchées. Les petits barrages construits le long de la rivière Mbagathi donnent au parc plus de ressources en eau que les zones extérieures et attirent les herbivores dépendants de l'eau pendant la saison sèche. Le parc est la limite nord des migrations de la faune pendant la saison sèche. Le parc possède une grande diversité d'espèces d'oiseaux, avec près de 500 espèces permanentes et migratrices dans le parc. Les barrages ont créé un habitat artificiel pour les oiseaux et les espèces aquatiques. 

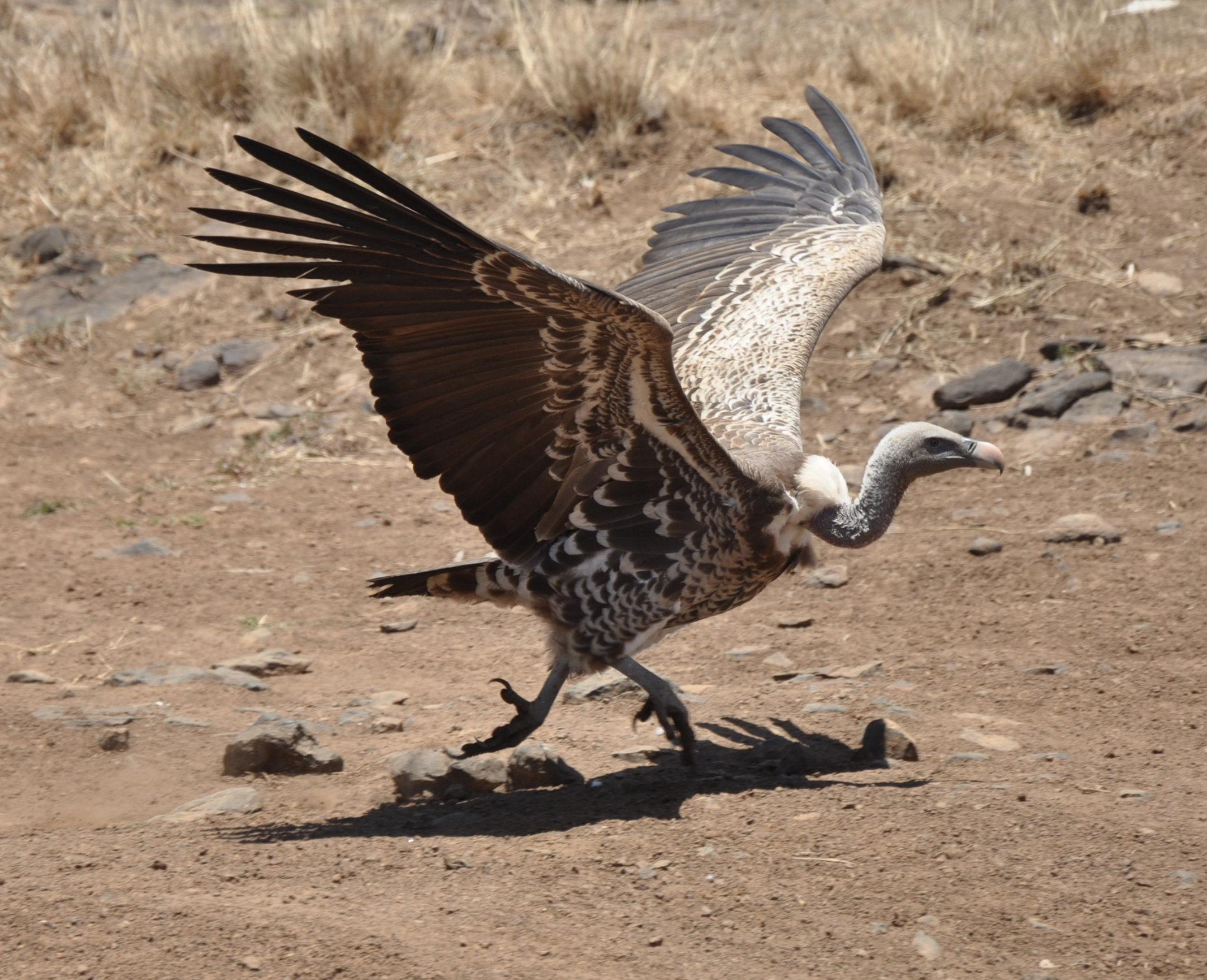
Un vautour de Rüppell dans le parc.

Le David Sheldrick Trust gère un sanctuaire dans le parc qui élève à la main des éléphanteaux et des rhinocéros orphelins, puis les relâche dans des sanctuaires sécurisés. Les animaux orphelins et malades sont amenés au sanctuaire depuis tout le Kenya. Le sanctuaire est situé près de l'entrée principale du parc. Il est ouvert en 1963 et est créé par Daphne Sheldrick (en) après la mort de son mari David Sheldrick (en), le gardien anti-braconnage du parc national de Tsavo. Le parc national de Nairobi est parfois appelé Kifaru Ark, ce qui signifie « sanctuaire de rhinocéros ». C'est l'un des sanctuaires de rhinocéros les plus réussis du Kenya, et l'un des rares parcs où les visiteurs peuvent être certains de voir un rhinocéros noir dans son habitat naturel.

## Conservation

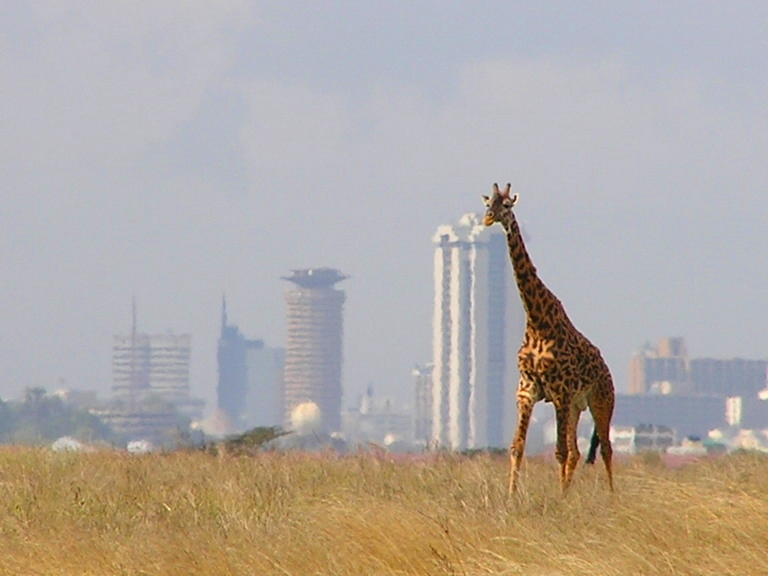
Une girafe dans le parc national de Nairobi.

Mervyn Cowie a supervisé le développement de plusieurs parcs nationaux du Kenya et les a conçus en pensant aux visiteurs humains. Cette approche a contribué à faire du tourisme la première industrie du Kenya. Cependant, elle a exacerbé les problèmes entre la population humaine et la faune. Les agriculteurs vivant à proximité des parcs n'ont pas eu leur mot à dire dans la création des parcs. La population locale a très peu profité du gibier. Le bétail est menacé par les lions et certains propriétaires terriens pensent que la faune kenyane n'est pas bonne pour eux. En 1948, 188 976 personnes vivaient à Nairobi. En 1997, la population de la ville était passée à 1,5 million d'habitants. Le parc subit la pression de la population croissante de la ville et du besoin de terres agricoles. La population vit à proximité immédiate des limites du parc, ce qui crée des conflits entre l'homme et l'animal. La population humaine crée également de la pollution et des déchets. Les effluents et les déchets industriels des usines situées le long de la limite nord du parc contaminent les eaux de surface et les eaux souterraines.

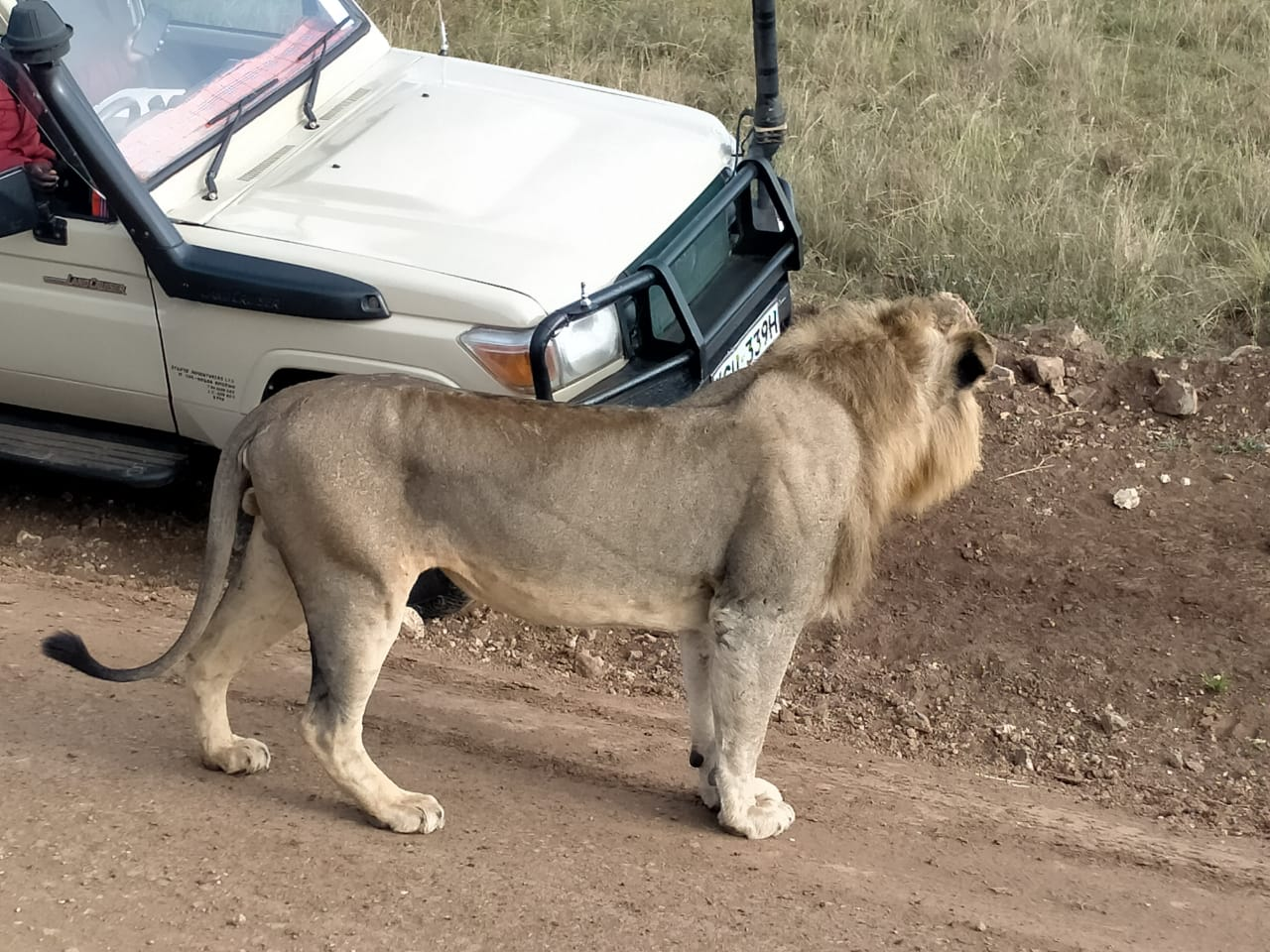
Un lion dans le parc.

Les traités conclus avec les Masaïs en 1904 et 1911 les ont contraints à abandonner tous leurs pâturages situés au nord, sur l'escarpement de Laikipia, près du mont Kenya. Certains des habitants qui ont perdu des terres ont été réinstallés dans la région de Kitengela. La vie pastorale des Masaïs n'a pas créé de conflits avec la faune sauvage. Aujourd'hui, les anciens troupeaux masaï de Kitengela ont été privatisés et une partie des terres a été vendue à des agriculteurs. Des maisons, des parcelles cultivées, des écoles, des magasins et des bars se trouvent dans les plaines de Kitengela. Une partie des revenus du parc a été utilisée pour des projets communautaires afin que les habitants de Kitengela bénéficient de la présence du parc national. De nombreux propriétaires terriens masaï ont formé l'Association des propriétaires terriens de Kitengela, qui travaille avec le Service kenyan de la faune et de la flore pour protéger la faune et la flore et trouver des avantages pour les habitants.
Le parc et les plaines d'Athi-Kapiti sont liés par les migrations des populations d'herbivores sauvages. Les plaines au sud du parc sont d'importantes zones d'alimentation pendant la saison des pluies. Avant la création de la ville, les troupeaux d'animaux suivaient les pluies et traversaient les plaines du Mont Kilimandjaro au Mont Kenya, une migration aussi importante que celle qui a lieu dans la plaine du Serengeti. Cependant, avec la croissance de la ville, le parc est devenu la limite la plus septentrionale de la migration des animaux. Les animaux migrateurs peuvent atteindre leurs pâturages méridionaux en traversant la partie des plaines de l'Athi appelée Kitengela. Ces terres sont très importantes pour leurs voies de migration, mais la croissance de la population humaine et le besoin de terres qui l'accompagne menacent de couper cette voie de migration traditionnelle du parc vers des terres situées plus au sud. Les espèces migratrices du parc sont également menacées par l'évolution des modes de peuplement, les clôtures et la proximité de Nairobi et d'autres villes industrielles. Ces activités fragmentent leurs écosystèmes et occupent leur habitat.
Depuis 2005, la zone protégée est considérée comme une Unité de Conservation du Lion.

## Tourisme et éducation
Le parc national de Nairobi est la principale attraction touristique pour les visiteurs de Nairobi. Les visiteurs peuvent y observer diverses espèces d'oiseaux, des guépards, des hyènes, des léopards et des lions. D'autres attractions sont les migrations des gnous et des zèbres en juillet et en août, le monument du site de combustion de l'ivoire, le Nairobi Safari Walk et l'orphelinat pour animaux. Les habitants de Nairobi visitent le parc et des milliers d'enfants kenyans en excursion scolaire visitent le parc chaque semaine. 
Le Wildlife Conservation Education Centre du parc propose des conférences et des vidéos sur la faune et la flore, ainsi que des visites guidées du parc et de l'orphelinat. Ces visites sont principalement, mais pas exclusivement, destinées à éduquer les écoles et les communautés locales. Le logement des animaux ayant fait l'objet de critiques, ils disposent désormais de logements plus spacieux dans un environnement plus naturel. Le Kenya Wildlife Service a créé un Safari Walk qui met en lumière la variété de plantes et d'animaux présents au Kenya et la manière dont ils affectent la population kenyane.